# Mesopolobus fagi
Mesopolobus fagi är en stekelart som beskrevs av Askew och Lampe 1998. Mesopolobus fagi ingår i släktet Mesopolobus och familjen puppglanssteklar.
Artens utbredningsområde är:
- Österrike.
- Frankrike.
- Tyskland.
- Polen.
- Sverige.
- Schweiz.

Arten är reproducerande i Sverige. Inga underarter finns listade i Catalogue of Life.